# Jean-Bédel Bokassa II
Jean-Bedél Bokassa Jr. o Jean-Bédel Bokassa II (nacido el 2 de noviembre de 1973) es un hijo del "Emperador Bokassa I" del Imperio Centroafricano y su sexta esposa Catherine Denguiadé, que se convirtió en Emperatriz tras el ascenso de Bokassa I al trono. Tras el ascenso al trono de su padre como Emperador, Jean-Bédel fue nombrado, a la edad de 4 años, como heredero con el título de príncipe heredero (prince héritier de Centrafrique). Fue elegido a pesar de tener varios hermanos mayores y medio-hermanos. El hijo mayor de Bokassa I con otra mujer, Georges, era ministro de gabinete, pero Bokassa lo consideraba débil.

## Distinciones honoríficas

### Distinciones honoríficas centroafricanas
- Soberano Gran Maestre de la Orden del Mérito.
- Soberano Gran Maestre de la Orden de la Gratitud.
- Soberano Gran Maestre de la Orden de la Operación Bokasa.
- Soberano Gran Maestre de la Imperial Orden de Bokasa I.
- Soberano Gran Maestre de la Orden de las Palmas Académicas.
- Soberano Gran Maestre de la Orden del Mérito Agrícola.
- Soberano Gran Maestre de la Orden del Mérito Industrial y Artesanal.
- Soberano Gran Maestre de la Orden del Mérito Postal.
- Soberano Gran Maestre de la Orden del Mérito Comercial.
- Soberano Gran Maestre de la Orden Nacional de la República.
- Soberano Gran Maestre de la Orden de la República Centroafricana.
- Soberano Gran Maestre de la Orden Militar.

## Ancestros
|  |                         |  |  |  |  |  |  |  |  |  |  |  |  |  |  |  |
|  | 16. Diaye               |  |  |  |  |  |  |  |  |  |  |  |  |  |  |  |
|  |                         |  |  |  |  |  |  |  |  |  |  |  |  |  |  |  |
|  |                         |  |  |  |  |  |  |  |  |  |  |  |  |  |  |  |
|  | 8. Mbalanga             |  |  |  |  |  |  |  |  |  |  |  |  |  |  |  |
|  |                         |  |  |  |  |  |  |  |  |  |  |  |  |  |  |  |
|  |                         |  |  |  |  |  |  |  |  |  |  |  |  |  |  |  |
|  | 4. Mindogon Mbougdoulou |  |  |  |  |  |  |  |  |  |  |  |  |  |  |  |
|  |                         |  |  |  |  |  |  |  |  |  |  |  |  |  |  |  |
|  |                         |  |  |  |  |  |  |  |  |  |  |  |  |  |  |  |
|  | 2. Jean-Bédel Bokassa   |  |  |  |  |  |  |  |  |  |  |  |  |  |  |  |
|  |                         |  |  |  |  |  |  |  |  |  |  |  |  |  |  |  |
|  |                         |  |  |  |  |  |  |  |  |  |  |  |  |  |  |  |
|  | 5. Marie Yokowo         |  |  |  |  |  |  |  |  |  |  |  |  |  |  |  |
|  |                         |  |  |  |  |  |  |  |  |  |  |  |  |  |  |  |
|  |                         |  |  |  |  |  |  |  |  |  |  |  |  |  |  |  |
|  | 1. Jean-Bédel Bokassa   |  |  |  |  |  |  |  |  |  |  |  |  |  |  |  |
|  |                         |  |  |  |  |  |  |  |  |  |  |  |  |  |  |  |
|  |                         |  |  |  |  |  |  |  |  |  |  |  |  |  |  |  |
|  | 3. Catherine Denguiadé  |  |  |  |  |  |  |  |  |  |  |  |  |  |  |  |
|  |                         |  |  |  |  |  |  |  |  |  |  |  |  |  |  |  |
|  |                         |  |  |  |  |  |  |  |  |  |  |  |  |  |  |  |